# Meu Tio Benjamim
Meu Tio Benjamin (em Francês Mon Oncle Benjamin), é um romance escrito por Claude Tillier publicado em 1842 e traduzido no Brasil por Osário Borba. Conta a história de um médico de aldeia que gosta de filosofia, beberrão e entregue a aventuras e confusões de todos os tipos.
Era o livro favorito de Georges Brassens; ele disse: "Quem não leu Meu tio Benjamin não pode dizer de meus amigos".

## Filmes
Dois filmes foram baseados no livro, o primeiro foi dirigido por Édouard Molinaro e lançado em 1969.